# Intrigo in Svizzera
Intrigo in Svizzera (The Swiss Conspiracy) è un film del 1976 diretto da Jack Arnold.
È un film poliziesco a sfondo thriller statunitense e tedesco con David Janssen, Senta Berger e John Ireland. È basato sul romanzo del 1976 The Swiss Conspiracy di Michael Stanley.

## Trama
Una banca svizzera viene a sapere che la riservatezza di alcuni conti cifrati anonimi è stata compromessa e che sono stati fatti ricatti e minacce a cinque titolari di conti. Essi comprendono un trafficante d'armi che ha ricevuto una richiesta di cinque milioni di franchi svizzeri e che, dopo essersi rifiutato di pagare, viene ucciso. Un ricatto viene perpetrato anche alla stessa banca che dovrà pagare dieci milioni di franchi per mantenere i conti segreti. La banca assume David Christopher, un ex funzionario del Tesoro degli Stati Uniti, che ora risiede a Ginevra.
Nel corso della sua indagine, Christopher parla ai quattro obiettivi dei ricattatori ancora in vita - la bella Denise Abbott, l'imprenditore texano Dwight McGowan, il truffatore di Chicago Robert Hayes e l'olandese Andre Kosta. Egli individua una serie di sospetti. Uno è Rita Jensen, la moglie del vicepresidente della banca, Franz Benninger. Tra i sospetti vi è anche lo stesso Benninger così come Korsak e Sando, due sicari che prendono di mira Hayes e Christopher.
Il presidente della Banca Johann Hurtil non può credere che Benninger sia uno dei sospettati. Tuttavia, emerge che quest'ultimo ha trasferito il controllo di un suo conto alla sua amante, che ne aveva fruito ma non in maniera del tutto legale. Intanto, il capitano Hans Frey della polizia federale è sospettoso delle attività di Christopher, lo segue e comincia ad indagare a sua volta su di lui. Quando la banca decide di pagare il ricattatore utilizzando dei diamanti, Christopher insiste nel volerli consegnare lui di persona recandosi nel punto stabilito in una località montuosa delle Alpi.

## Produzione
Il film, diretto da Jack Arnold su una sceneggiatura di Norman Klenman, Philip Saltzman, Michael Stanley con il soggetto dello stesso Klenman e di Horward Merrill e Norman Sedawie, fu prodotto da Maurice Silverstein per la Bavaria Atelier, la Bavaria Film e la Durham Productions e girato nei Bavaria Filmstudios a Grünwald, in Bavaria, e a Zurigo, in Svizzera.

## Distribuzione
Il film fu distribuito in Germania Ovest dal 14 maggio 1976 con il titolo Per Saldo Mord e negli Stati Uniti dal settembre 1977 con il titolo The Swiss Conspiracy al cinema dalla S.J. International Pictures.
Altre distribuzioni:
- nel Regno Unito nel 1976
- in Svizzera nel marzo del 1976
- in Austria nel maggio del 1976
- in Danimarca il 26 luglio 1976 (Ypoptos synomosias e Stævnemøde med døden)
- in Finlandia il 13 agosto 1976 (Salaliitto e Komplotten)
- in Giappone il 16 ottobre 1976
- in Italia (Intrigo in Svizzera)
- in Portogallo (A Conspiração Suiça)
- in Spagna (Conspiración en Suiza)

## Critica
Secondo il Morandini il film è un "prodotto commerciale di scarso interesse".

## Promozione
La tagline è: " Dirty Money, Dirty Secrets... ".